# Garamtolmács
Garamtolmács (szlovákul Tlmače) város Szlovákiában, a Nyitrai kerület Lévai járásában.

## Fekvése
Lévától 9 km-re északnyugatra, a Garam mindkét partján fekszik, ott ahol a folyó kiér a hegyek közül.

## Története
A régészeti leletek tanúsága szerint területén már a korai kőkorban is lakott volt. A későbbi korokból a hallstatti, a podolei és a La Tène-kultúra tárgyi emlékei kerültek elő. A vaskorban, i. e. 700 körül a Garam partján kis méretű vár is állt. Lakói a késő bronzkor óta földműveléssel, halászattal, bronztárgyak készítésével foglalkoztak.
A rómaiak idejében a Garam völgyében fontos út is vezetett.
A mai települést 1075-ben I. Géza király oklevelében "Talmach" néven említik először, melyben a területet a garamszentbenedeki bencés apátságnak adja. Lakói ekkor főként halászattal foglalkoztak és révészek voltak. 1209-ben "Tholomach", 1232-ben "Tulmach", 1295-ben "Tolmach", 1304-ben "Tholmach", 1310-ben "Tolmachy" alakban szerepel az írott forrásokban.
1241-ben a tatárok itt is pusztítottak, a század végén Csák Máté hívei támadták meg. Hosszas birtokviták után, melyek következtében a település csaknem elpusztult, 1489-ben a lévai váruradalom birtoka lett. Később egy egyezség után visszakerült a garamszentbenedeki bencés apátság birtokába. Küklő nevű része 1380-tól előbb Kistolmács néven maradt fenn a forrásokban.
1534-ben 5 porta után adózott. 1565-ben az esztergomi káptalan birtoka lett. 1577-ben az esztergomi törökök a Garamon átkelve megtámadták és felégették a települést. 1601-ben ismét felégette a török. 1618. április 20-án, a bécsi béke alapján a terület török uralom alá került. 1664. május 9-én a de Souches tábornok vezette császári sereg megverte a törököt és felszabadította Léva környékét. Július 19-én Tolmács és Léva között újabb csata zajlott a császáriak és a törökök között, melyben a lévai várkapitány, Koháry István is elesett.
1709. május 2-án a kuruc és labanc seregek ütköztek meg Tolmács határában. 1715-ben 19 adózó háztartása volt. 1763-ban említik a település malmát, pecsétje 1774-ből származik. 1828-ban 38 házában 250 lakos élt, lakói főként mezőgazdasággal foglalkoztak. A településre 1896-ban gördült be az első vonat.
Vályi András szerint „TOLMÁCS. Tót falu Bars Várm. földes Ura az Esztergomi Érsekség, lakosai katolikusok, fekszik Garam-Szőlőshöz közel, mellynek filiája; határja jó, de a’ víz áradásoktól alkalmatlaníttatik.”
Fényes Elek szerint „Tolmács, tót falu, Bars vgyében, G. Szőllős mellett: 251 kath. lak. F. u. az esztergomi káptalan. Ut. p. Léva.”
1919 júniusában határában ütköztek meg a csehszlovák csapatok a magyar Vörös Hadsereg egységeivel.
A trianoni békeszerződésig Bars vármegye Lévai járásához tartozott.

## Népessége
| Év:            | 1994. | 2004.    | 2014.    | 2024.   |
| -------------- | ----- | -------- | -------- | ------- |
| Emberek száma: | 5440  | 4226     | 3712     | 3507    |
| Eltérés:       |       | -22,31 % | -12,16 % | -5,52 % |

| Év:            | 2023. | 2024.   |
| -------------- | ----- | ------- |
| Emberek száma: | 3542  | 3507    |
| Eltérés:       |       | -0,98 % |

1880-ban 358 lakosából 244 szlovák és 46 magyar anyanyelvű volt.
1890-ben 388 lakosa mind szlovák anyanyelvű volt.
1900-ban 424 lakosából 415 szlovák és 7 magyar anyanyelvű volt.
1910-ben 487 lakosából 477 szlovák és 9 magyar anyanyelvű volt.
1921-ben 464 lakosából 452 csehszlovák és 12 magyar volt.
1930-ban 468 lakosából 457 csehszlovák és 7 magyar volt.
1991-ben 5478 lakosából 5178 szlovák és 193 magyar volt.
2001-ben 4305 lakosából 4137 szlovák és 61 magyar volt.
2011-ben 3823 lakosából 3548 szlovák és 59 magyar volt.
2021-ben 3637 lakosából 3323 (+15) szlovák, 33 (+15) magyar, 2 (+1) cigány, 3 (+5) ruszin, 38 (+7) egyéb és 238 ismeretlen nemzetiségű volt.

## Neves személyek
- Itt hunyt el Igor Rusnák (1936-2021) szlovák író, dramaturg.
- Itt szolgált Jozef Melicher (1929-2008) szlovák irodalomtörténész, kritikus, író, etnológus, egyetemi oktató.
- Itt dolgozott Andrej Chudoba (1927-2014) szlovák író, költő.
- Itt dolgozott Štefan Markuš (1936) tudományos kutató, nagykövet.

## Nevezetességei
- Római katolikus temploma 1926-ban épült. Tornya a második világháborúban találatot kapott, 1968-ban építették újjá.

## Külső hivatkozások
- Hivatalos oldal
- Községinfó
- Garamtolmács Szlovákia térképén
- Az általános iskola honlapja
- E-obce.sk